# Le Casterar
Le Casterar (francès Le Castéra) és un municipi del departament francès de l'Alta Garona, a la regió d'Occitània.